# Takeaki Matsumoto
Takeaki Matsumoto (松本 剛明, Matsumoto Takeaki), né le 25 avril 1959 à Tokyo, est un homme politique japonais. Membre du Parti démocrate du Japon, il est du 9 mars au 2 septembre 2011 ministre des Affaires étrangères.
Il est ministre des Affaires intérieures et des Communications dans le gouvernement Kishida II du 21 novembre 2022 au 13 septembre 2023 et du 14 décembre 2023 au 1er octobre 2024.